# Mörel
Mörel foi uma comuna da Suíça, no Cantão Valais, com cerca de 491 habitantes. Estendia-se por uma área de 1,18 km², de densidade populacional de 416 hab/km². Confinava com as seguintes comunas: Filet, Riederalp, Termen. 
A língua oficial nesta comuna era o Alemão.

## História
Em 1 de janeiro de 2009, passou a formar parte da comuna de Mörel-Filet.